# Huỳnh Công Lý (thẩm phán)
Huỳnh Công Lý (sinh năm 1958) là Thẩm phán Tòa án nhân dân tối cao người Việt Nam. Ông hiện là Chánh tòa Tòa lao động Tòa án nhân dân cấp cao tại Thành phố Hồ Chí Minh. Ông từng là Chánh án Tòa án nhân dân tỉnh Long An.

## Sự nghiệp
Ngày 30 tháng 8 năm 2010, ông được trao quyết định bổ nhiệm chức danh thẩm phán Tòa án nhân dân tối cao của Chủ tịch nước Việt Nam. Lúc này ông đang là Chánh án Tòa án nhân dân tỉnh Long An.
Ngày 7 tháng 9 năm 2015, Chánh án Tòa án nhân dân cấp cao tại Thành phố Hồ Chí Minh bổ nhiệm ông giữ chức vụ Chánh tòa Tòa Lao động thuộc Tòa án nhân dân cấp cao tại Thành phố Hồ Chí Minh.